# Abdelaziz El Omari
Pour les articles homonymes, voir Omari.
Abdelaziz El Omari né le 8 avril 1968 à Errachidia est un ingénieur et homme politique marocain membre du Parti de la justice du développement. 
Entre 2015 et 2021, il est maire de Casablanca (président de la commune urbaine de Casablanca).

## Biographie

### Origines et études
Abdelaziz El Omari est né le 8 avril 1968 à Errachidia au Maroc. 
Il est marié et père de quatre enfants. 
Abdelaziz El Omari est diplômé ingénieur d’application en électronique de l'Institut national des postes et télécommunications et Ingénieur d’état de l’Ecole Mohammadia d’Ingénieurs en génie électrique en 1994 . Il exerce entre 1994 et 2002 en tant qu'ingénieur dans les secteurs semi-public et dans le secteur privé.
Il reprend ses études par la suite. Il obtient un certificat en commerce international de l'ISCAE en 2005 puis un master en commerce international de l'université Lille-I en 2006. Il complète finalement son parcours par une formation en droit et obtient, en 2010, une licence en droit public puis, en 2014, un master en gouvernance locale à l'université Hassan II de Mohammedia.

### Carrière politique

#### Cadre du PJD et parlementaire
Dans le domaine politique, Abdelaziz El Omari a été entre 2008 et 2012 secrétaire régional du Parti de la justice et du développement (PJD) pour la région du Grand Casablanca et président du groupe PJD à la Chambre des représentants (2011-2012). Membre du Conseil national et du secrétariat général du PJD, il est depuis 2012 directeur général du parti. Il a été élu parlementaire lors de trois législatures (2002-2014) pour la circonscription d'Aïn Sebaâ.

#### Ministre chargé des Relations avec le Parlement et la Société civile
Le mercredi 20 mai 2015, Abdelaziz El Omari est nommé ministre chargé des Relations avec le Parlement et la Société civile par le roi Mohammed VI, sur proposition du chef du gouvernement et secrétaire général du PJD Abdel-Ilah Benkiran.

#### Maire de Casablanca
Lors des élections régionales marocaines de 2015, le PJD a obtenu, dans la région de Casablanca-Settat, la majorité absolue avec 74 sièges sur un total de 147. Abdelaziz El Omari est désigné candidat à la mairie de la ville de Casablanca. Il est maire jusqu'en 2021.